# Volley Treviso 2004-2005

## Risultati ottenuti

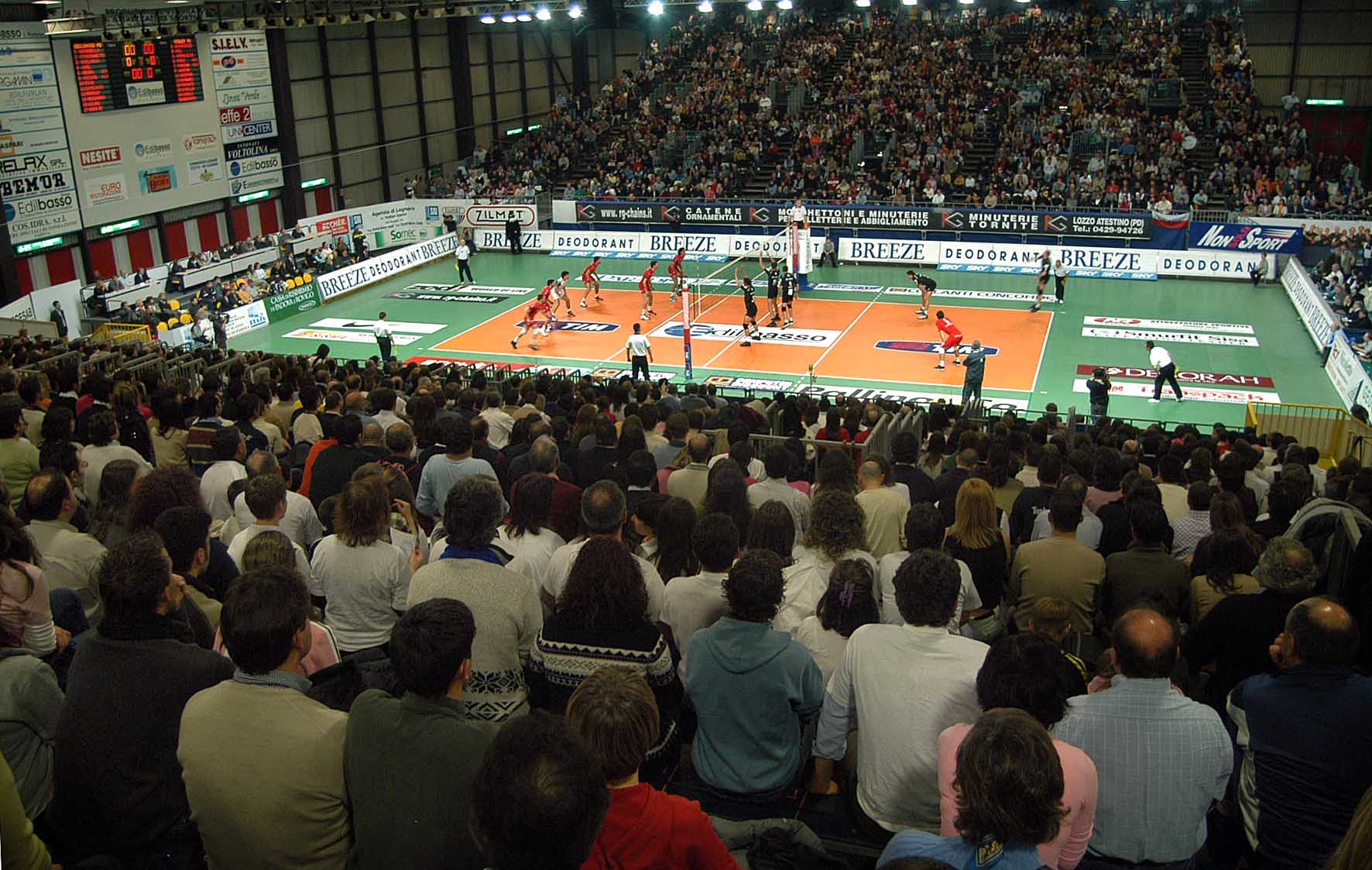
Un'azione di gioco dell'incontro di Serie A1 2004-2005 tra Edilbasso & Partners Padova e Sisley Treviso

### In Italia
- Serie A1: vince in finale contro la RPA LuigiBacchi.it Perugia
- Coppa Italia: vince in finale contro il Tonno Callipo Vibo Valentia
- Supercoppa Italiana: vince in finale contro la BreBanca Lannutti Cuneo

### In Europa
- European Champions League: perde i quarti di finale contro il Lokomotiv-Belogor'e